# Ol'ga Kern
Ol'ga Vladimirovna Kern, nata Ol'ga Pušečnikova (in russo Ольга Владимировна Керн?; Mosca, 23 aprile 1975), è una pianista russa diventata cittadina statunitense nel 2016.

## Biografia
Ol'ga Kern è nata nell'aprile 1975 a Mosca da una famiglia di musicisti con il cognome Pušečnikova (Пушечникова). I suoi genitori sono entrambi pianisti ed è imparentata con la socialite russa e scrittrice di memorie Anna Petrovna Kern. La sua bisnonna era il mezzosoprano Vera Pušečnikova. Kern ha iniziato a studiare pianoforte all'età di cinque anni con il professor Evgenij Timakin alla scuola centrale di musica di Mosca e ha tenuto il suo primo concerto all'età di sette anni nella stessa città. Ha vinto il suo primo concorso internazionale, la gara del Concertino Praga, all'età di 11 anni nella Repubblica Ceca. A 17 anni ha vinto il primo premio al primo Concorso Pianistico Internazionale Rachmaninoff. Mentre era a scuola, ha ricevuto una borsa di studio dal presidente della Russia Boris El'cin nel 1996.

## Carriera
Kern ha continuato i suoi studi al Conservatorio di Mosca col professor Sergej Dorenskij e ha continuato i suoi studi post-laurea presso la stessa scuola. Ha inoltre studiato col professor Boris Petrušanskij presso l'Accademia Pianistica 'Incontri col Maestro' di Imola, in Italia. Ha adottato il cognome di sua madre, Kern, professionalmente mentre la sua carriera internazionale si sviluppava. Dal 1989 al 1994, Kern ha tenuto una borsa di studio con la Fondazione “New Names”.

### Van Cliburn International Piano Competition
Kern ha partecipato al decimo concorso pianistico internazionale Van Cliburn nel 1997 e non ha superato il livello R1. Kern ha raggiunto la ribalta internazionale quando è diventata la prima donna in oltre trent'anni a ricevere la medaglia d'oro Nancy Lee e Perry R. Bass all'undicesimo concorso pianistico internazionale Van Cliburn nel giugno 2001, che ha vinto insieme a Stanislav Ioudenitch. Appare in tre documentari sulla competizione: Playing on the Edge (2001), They Came to Play (2008) e The Cliburn: 50 Years of Gold. Un ulteriore documentario è stato realizzato su Kern dopo il concorso Van Cliburn del 2001, intitolato Olga's Journey (2003).